# Hussein Javu
Hussein Javu (ur. 16 grudnia 1988 w Tanzanii) – tanzański piłkarz grający na pozycji napastnika w tanzańskim klubie Ndanda FC. W reprezentacji Tanzanii rozegrał 5 meczów i strzelił 1 gola.